# DC Super Hero Girls: Leyendas de Atlantis
DC Super Hero Girls: Leyendas de Atlantis es una película animada de superhéroes estadounidense de 2018 basada en la franquicia DC Super Hero Girls, producida por Warner Bros. Animation y distribuida por Warner Bros. Home Entertainment.Es la quinta y última película de la franquicia DC Super Hero Girls antes de que fuera reiniciada por Lauren Faust, y tiene lugar en el período de la temporada 4. Se estrenó en la Comic-Con International de San Diego el 22 de julio de 2018y se lanzó digitalmente y en DVD el 2 de octubre.

## Sinopsis
Un día sin incidentes en la escuela hasta que de repente roban el poderoso Libro de las Leyendas de Super Hero High. Para descubrir el misterio, Wonder Woman, Batgirl, Supergirl, Bumblebee y el resto de la Super Crew deben viajar a través de las profundidades del océano hasta la Atlántida. Allí, las chicas se encuentran con Mera y Sirena, las ladronas que habitan en el océano, quienes demuestran ser una pareja formidable. Para recuperar el tomo robado y devolverlo al lugar que le corresponde, DC Super Hero Girls deben unirse y usar sus poderes colectivos para regresar con éxito a la tierra.

## Reparto
- Yvette Nicole Brown como la Directora Waller
- Greg Cipes como Beast Boy
- Teala Dunn como Bumblebee
- Anais Fairweather como Supergirl
- Nika Futterman como Hawkgirl
- Grey Griffin como Wonder Woman
- Julianne Grossman como Hippolyta
- Tania Gunadi como Lady Shiva
- Josh Keaton como Flash
- Tom Kenny como Comisionado Gordon / Crazy Quilt
- Misty Lee como Big Barda
- Erica Lindbeck como Mera / Sirena
- Danica McKellar como Frost
- Max Mittelman como Aquaman
- Khary Payton como Cyborg
- Stephanie Sheh como Katana
- Tara Strong como Harley Quinn / Hiedra Venenosa / Raven
- Fred Tatasciore como Hombre Corpulento
- Hynden Walch como Princesa Koriand'r/Starfire
- Mae Whitman como Batgirl

## Lanzamiento
La película fue lanzada en DVD y digitalmente el 2 de octubre de 2018.